# Joan Pons i Palacios
Joan Pons i Palacios   (Olot, 8 d'agost de 1972) és un antic pilot català de trial, tant amb bicicleta com amb motocicleta, i formador de pilots d'anomenada. D'ençà del 2007 dirigeix la Joan Pons Trial School a Canyamars i la Sherco Academy, totes dues encaminades a ensenyar els fonaments del trial a joves aprenents.

## Trajectòria
Començà la seva formació amb la pràctica del trialsín quan aquesta modalitat tot just s'acabava de crear i ràpidament hi excel·lí guanyant-ne, per exemple, diversos Campionats d'Espanya (entre ells, el de 1983 en categoria Alevins), dues Copes d'Europa (1983 i 1984) i un Campionat del Món (1986), com a oficial de Rabasa Derbi i de Looping. La seva etapa amb la bicicleta li donà una formació molt tècnica que més tard aplicà al trial amb moto (com també varen fer Jordi Tarrés i Marc Colomer, entre d'altres).
Competint ja en motocicleta, guanyà dos campionats estatals en categories inferiors, fou campió d'Europa el 1992 i quatre vegades guanyador del Trial de les Nacions integrant l'equip estatal (1992-1995). Participà en el campionat del món entre els anys 1992 a 1999, essent la seva millor actuació el 1994, amb un tercer lloc final. El 1999 es retirà de la competició.
L'any 2001 fundà el Joan Pons Trial Team, on formà futures estrelles com ara Laia Sanz, Toni Bou, Dani Oliveras i altres. A partir de l'any següent tornà a competir ocasionalment, participant en competicions com ara el campionat italià i els Sis Dies d'Escòcia del 2003 (dels quals en fou el guanyador absolut).

## Palmarès

### Trialsín
| Any          | Categoria    | C. del Món | C. d'Europa |
| ------------ | ------------ | ---------- | ----------- |
| 1983         | Alevins      | -          | 1r          |
| 1984         | Alevins      | -          | 1r          |
| 1985         | Infantils    | -          | 3r          |
| 1986         | Infantils    | 1r         | -           |
| 1987         | Cadets       | 3r         | -           |
| Total títols | Total títols | 1          | 2           |

### Trial
| Any          | Motocicleta    | C. del Món outdoor | C. del Món indoor | TDN | Altres              | Notes                                                         | Títols |
| ------------ | -------------- | ------------------ | ----------------- | --- | ------------------- | ------------------------------------------------------------- | ------ |
| 1990         | Gas Gas        | -                  | -                 | -   | C. d'Esp. júnior    |                                                               | 1      |
| 1991         | Gas Gas        | -                  | -                 | -   | C. d'Esp. sènior B  |                                                               | 1      |
| 1992         | Beta           | 11è                | -                 | 1r  | Campió d'Europa     |                                                               | 2      |
| 1993         | Beta/Gas Gas   | 6è                 | 9è                | 1r  |                     |                                                               | 1      |
| 1994         | Gas Gas        | 3r                 | 9è                | 1r  | 2n al C. d'Espanya  | 2n classificat al GP dels EUA (Donner Ski Ranch)              | 1      |
| 1995         | Gas Gas        | 5è                 | 4t                | 1r  |                     |                                                               | 1      |
| 1996         | Fantic/Gas Gas | 12è                | 10è               | -   |                     |                                                               | -      |
| 1997         | Gas Gas        | 13è                | -                 | -   |                     |                                                               | -      |
| 1998         | Gas Gas        | 27è                | -                 | -   |                     |                                                               | -      |
| 1999         | Gas Gas        | 22è                | -                 |     |                     |                                                               | -      |
|              |                |                    |                   |     |                     |                                                               |        |
| 2003         | Sherco         | -                  | -                 | -   | Guanyador dels SSDT | 2 victòries al Campionat d'Itàlia (Brianza i Quartu S. Elena) | -      |
| Total títols | Total títols   | 0                  | 0                 | 4   | 3                   |                                                               | 7      |

Notes
1. ↑  La classificació consignada a TDN fa referència a la posició final obtinguda per l'equip estatal
2. ↑  Al total de títols s'hi compten tots els campionats estatals o internacionals guanyats, incloent-hi el TDN